# Леденик
Леденик (болг. Леденик) — село в Болгарии. Находится в Великотырновской области, входит в общину Велико-Тырново. Население составляет 980 человек.

## Политическая ситуация
В местном кметстве Леденик, в состав которого входит Леденик, должность кмета (старосты) исполняет Антон Кръстев.